# アランナ・ナッシュ
アランナ・ナッシュ（Alanna Nash）は、アメリカ合衆国のジャーナリスト、伝記作家。
ナッシュは、コロンビア大学ジャーナリズム大学院 (Columbia University Graduate School of Journalism) の修士号をもち、何冊もの評価の高い著書がある。『ニューヨーク・タイムス』や、『エンターテインメント・ウィークリー』、『USA Weekend』などに特集記事を寄稿する書き手であり、1994年には、全米職業記者協会 (Society of Professional Journalists) の「National Member of the Year」に選ばれた。1977年には、エルヴィス・プレスリーの遺体を見る機会を得たジャーナリストのひとりとなった。

## ドリー・パートン
1978年、ナッシュはドリー・パートンの伝記を出版したが、これは数日に及ぶパートンへの長いインタビューから得た素材を含むものであった。伝記『Dollu』は、ちょうどパートンが、カントリー・ミュージックの世界から踏み出して、今では有名になったポップ音楽へのクロスオーバーによって、音楽界の主流にアピールし始めたころに出版され、以降、長年にわたって何度も版を重ねた。ナッシュのパートンの経歴を詳しく追い、パートンについてさらに数多くの雑誌記事を書き、パートンのアルバム評も数多く手がけた。

## その他の主題
1986年、ナッシュはジェシカ・サヴィッチ (Jessica Savitch) を取り上げた『Golden Girl: The Story of Jessica Savitch』で好評を博し、同書は1996年の映画『アンカーウーマン (Up Close & Personal)』や、テレビ映画『Almost Golden』の原作となった。1980年代になると、ナッシュは新たな本を書くために、エルヴィス・プレスリーの生涯について調査をし始めた。既に何百冊ものプレスリー本が市場に出回る中で、1995年の著作『Elvis Aaron Presley: Revelations from the Memphis Mafia』は、『エンターテインメント・ウィークリー』が「驚愕の主張 (stunning allegations)」と評した説を展開した。プレスリーに雇われていたマーティー・ラッカー (Marty Lacker) やラマー・ファイク (Lamar Fike)、プレスリーの従弟で生涯にわたってプレスリーとともに生活し、働いたビリー・スミス (Billy Smith) などの協力を得たこの本は、それまで公刊されていなかったプレスリーの一面を描いた。

## トム・パーカー大佐
プレスリーについての調査は、さらにトム・パーカー大佐についての著作を生んだ。プレスリーの死について取材していた際、ナッシュは、パーカーが葬儀にアロハシャツにベースボールキャップという姿で現れ、他の記者たちが何とも奇妙な姿だと思った様子を見ていた。1995年の本で、ナッシュはパーカーにもインタビューをしたが、パーカーの人生には紆余曲折が多過ぎ、それを解いてゆくためには、パーカーが生まれたオランダのブレダに資料収集とインタビューへ赴くなど、6年もの骨の折れる調査が必要となった。ナッシュの本『The Colonel: The Extraordinary Story of Colonel Tom Parker and Elvis Presley』は、2003年7月15日に出版され、好評を得た。『ビルボード』は「音楽産業についての記事の古典 (classic of music industry reporting)」と評した。他にも高い評価が『ワシントン・ポスト』、『The New York Review of Books』、『バラエティ』、『Publishers Weekly』などから寄せられた。イギリスでは、音楽雑誌『モジョ』が「尻尾をつかませない大佐の生涯について、最も鋭く、総合的に捉えた描写 (the most incisive and comprehensive look at the life of the elusive Colonel available)」と評し、『オブザーバー』はこの本を、「音楽に関係する本としては、おそらく史上最も徹底的に調査されたものだろう (perhaps the most thoroughly researched music book ever written)」、「悲しいことに、ほとんどの話は既に以前から語られていることである。ナッシュはそこに何重にも情報を詰め込んでゆく (sadly most of the story has been told before. Nash simply adds layer after layer of padding)」と評価した。
パーカー大佐についての記事によって、ナッシュは雑誌『エスクァイア』による「Heavy 100 of Country Music」のひとりに選出され、2004年にはカントリーミュージック協会 (CMA) のメディア業績賞 (Media Achievement Award) や、ベルモント・ブック・アワード (Belmont Book Award) を受賞した。このほか、雑誌『Stereo Review』、『リーダーズ・ダイジェスト』、Amazon.com に書評が出た。

## おもな著書
- Dolly: The Biography (1978) – Random House
- Golden Girl: The Story of Jessica Savitch (1988) – E. P. Dutton ISBN 978-0525246671
  - 日本語訳：広津倫子 訳『アンカーウーマン』 徳間文庫、1996年 ISBN 978-4198904968
- Elvis Aaron Presley: Revelations from the Memphis Mafia (1995) – HarperCollins - (Contributors: Billy Smith, Marty Lacker, Lamar Fike)
- Behind Closed Doors: Talking with the Legends of Country Music (2003) – Cooper Square Press
- The Colonel: The Extraordinary Story of Colonel Tom Parker and Elvis Presley (2003) – Simon & Schuster, Inc.
- Baby Let's Play House: Elvis Presley an the Women Who Loved Him (2010) – HarperCollins